# Santa Eufemia (título cardenalicio)
Santa Eufemia fue un título cardenalicio de la Iglesia católica. Fue instaurado el 8 de febrero de 1566 por el papa Pío V y suprimido en 1587 por el papa Sixto V.

## Titulares
- Guido Luca Ferrero (8 de febrero de 1566 - 6 de marzo de 1566)
- Francesco Crasso (o Grasso) (6 de marzo de 1566 - 29 de agosto de 1566)
- Giovanni Aldobrandini (9 de junio de 1570 - 20 de noviembre de 1570)
- Charles d'Angennes de Rambouillet (20 de noviembre de 1570 - 23 de marzo de 1587)